# Cirrata
Cirrata is een onderorde  uit de orde Octopoda. 

## Kenmerken
Deze octopussen hebben een kleine inwendige schelp en twee vinnen op hun hoofd, terwijl soorten van hun zusteronderorde, incirrina, geen van beide hebben. Op hun armen hebben ze ook trilhaarachtige bundels op hun tentakels die vermoedelijk een rol spelen bij het voeden.

## Families
- Cirroctopodidae Collins & Villenueva, 2006
- Cirroteuthidae Keferstein, 1866
- Opisthoteuthidae Verrill, 1896
- Stauroteuthidae Grimpe, 1916

### Synoniemen
- Grimpoteuthidae O'Shea, 1999 => Opisthoteuthidae Verrill, 1896
- Luteuthidae O'Shea, 1999 => Opisthoteuthidae Verrill, 1896